# Dźataki

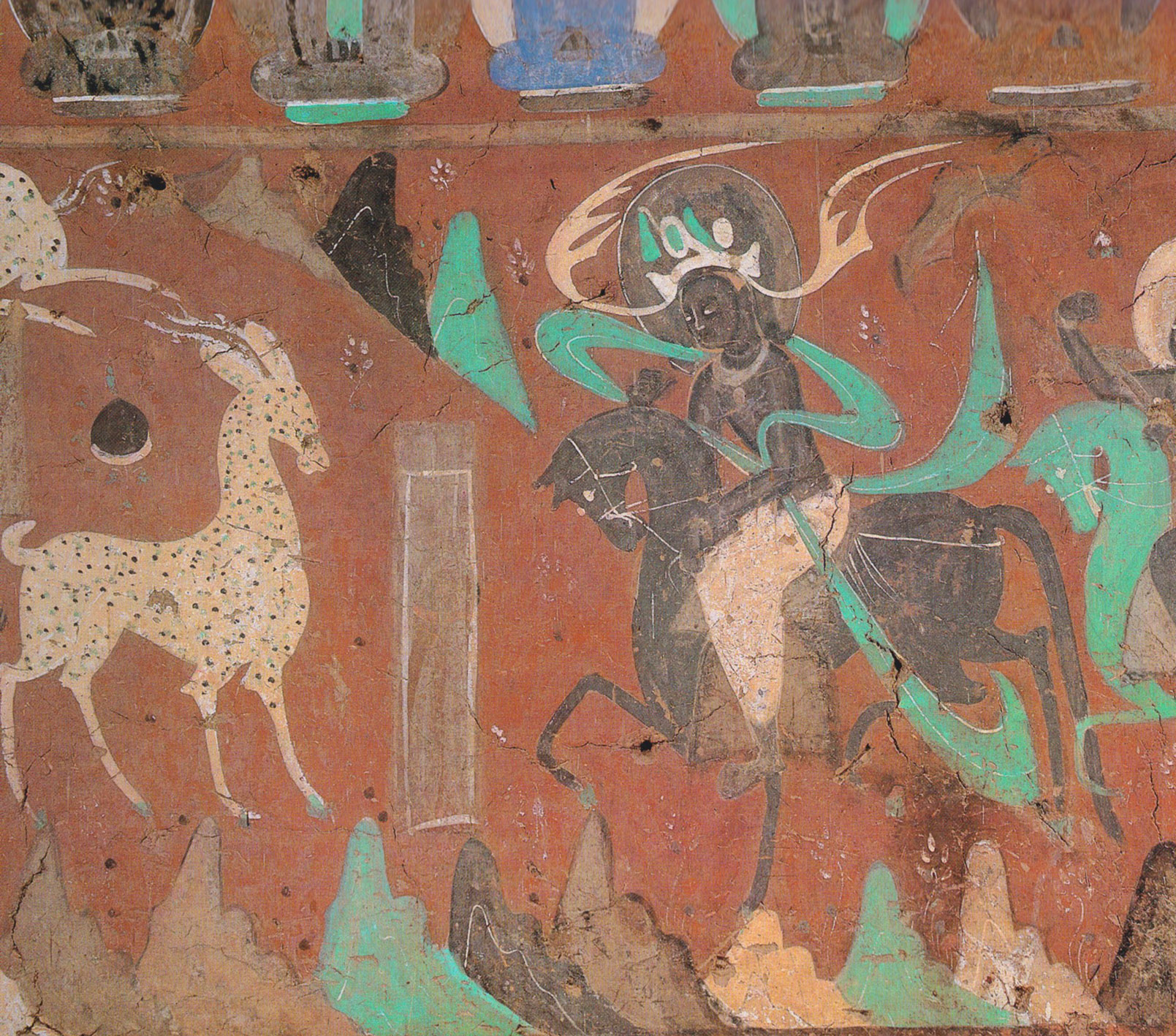
Mural z groty nr 257 w Mogao, ilustrujący dźatakę opowiadającą o wcieleniu Buddy w jelenia

Dźataki (jātaka) – opowieści o poprzednich wcieleniach Buddy. To zbiór opowiadań z początku naszej ery, dający obraz ówczesnego folkloru i obyczajowości indyjskiej. Włączone strofy poetyckie stanowią część kanonu religii buddyjskiej.
Dźataki są częścią (jedną z dwunastu) kanonu therawady, czyli Tipitaki napisanej w języku pali. Zawierają 574 opowieści o poprzednich wcieleniach Buddy Śakjamuniego, m.in. jako bodhisattwy. Opowieści te były oparte na popularnych bajkach o zwierzętach, baśniach, przy czym bohatera identyfikowano z przyszłym Buddą. Często te historie przedstawiają poświęcenie bodhisattwy. Przyczyniały się one do przesunięcia celu drogi wyzwolenia z arahanta na Buddę, jako wzór etyczny przedstawiając bodhisattwę.
Dlatego są jednym z podstawowych tekstów związanych z ideałem bodhisattwy. Ukazują one życie bodhisattwy z uderzającą prostotą i prawdą, dlatego też do dziś są czytane we wszystkich krajach buddyjskich a także na Zachodzie.
Od III wieku p.n.e. stanowiły ulubiony temat sztuki buddyjskiej w Indiach i poza Indiami.
W kanonie sanskryckim teksty dźataki są rozrzucone, w większości można je znaleźć w Winajapitace lub też poza kanonem, jako utwory pozakanoniczne.